# Madame Sans-Gêne (pièce de théâtre)
Pour les articles homonymes, voir Madame Sans-Gêne (homonymie).

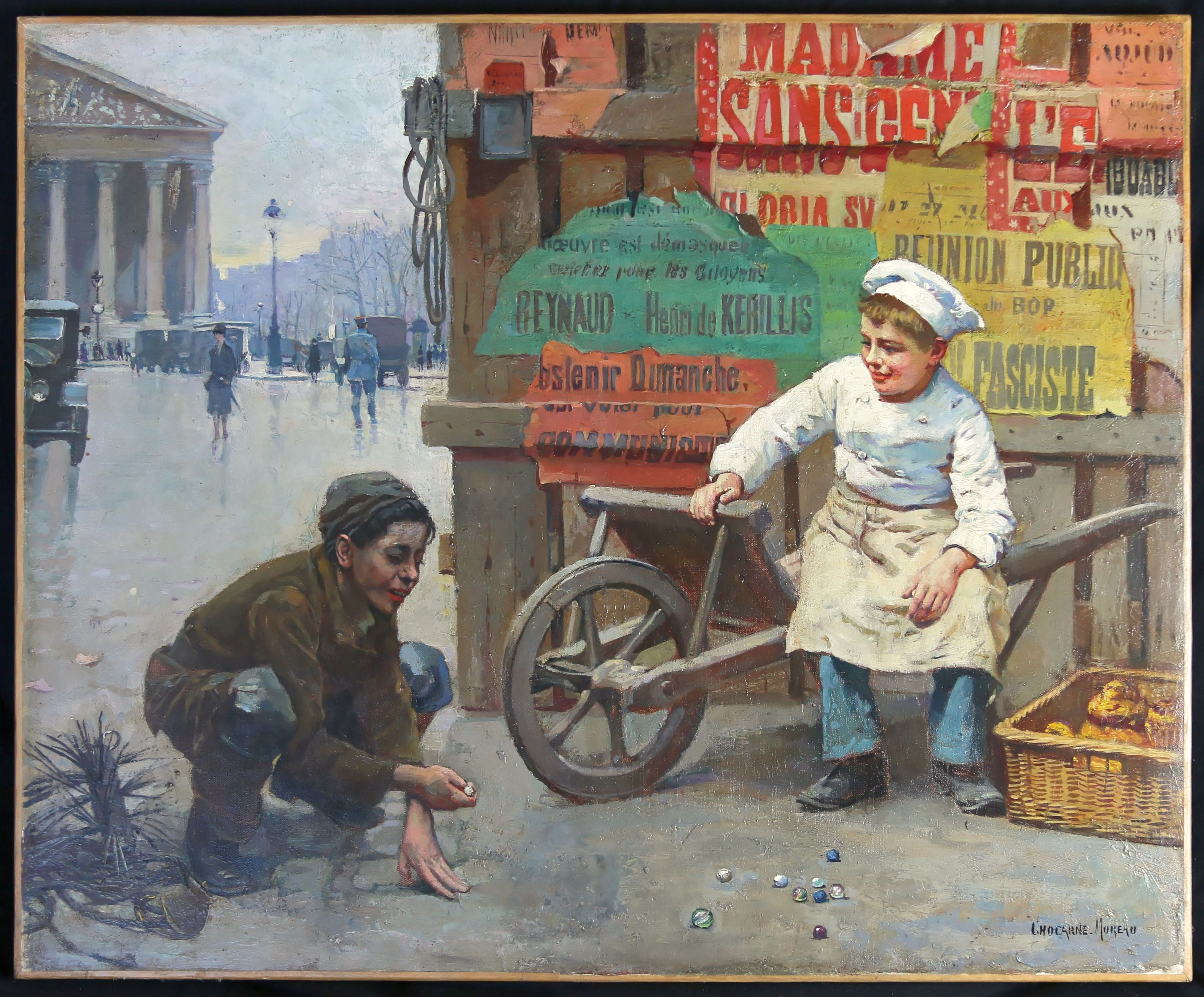
Ramoneur et mitron Place de la Madeleine, toile de Chocarne-Moreau où apparaît l'affiche de Madame Sans-Gêne, 1926

Madame Sans-Gêne est une comédie historique en trois actes de Victorien Sardou et Émile Moreau, créée le 27 octobre 1893 au théâtre du Vaudeville.

## Argument

### Acte I
Paris 1792. Catherine Hubscher est blanchisseuse et fiancée au sergent Lefebvre. Elle est réputée pour son franc-parler, ce qui lui a valu le surnom de « Madame Sans-Gêne ». Lors de la prise des Tuileries, elle sauve la vie à un jeune noble autrichien, le comte de Neipperg.

### Acte II
Les années ont passé. Lefebvre est devenu maréchal d'Empire et duc de Dantzig. Dans la soirée, la duchesse Catherine doit recevoir les sœurs de l'Empereur. Afin de s'y préparer, elle apprend à faire la révérence et la « grimace », comme elle dit (intermède comique).
Lefebvre revient d'un déjeuner avec l'Empereur. Celui-ci lui a demandé de divorcer à cause des mauvaises manières de sa femme. Il a bien sûr refusé. Survient Neipperg, en poste à Paris. Devenu persona non grata, il vient leur faire ses adieux. Seul avec la duchesse, il explique les raisons de son exil : il aurait eu une liaison avec une femme mariée à un homme haut placé au sein de l'État...
Lors de la réception en l'honneur des sœurs de l'Empereur, Catherine les remet à leur place, malgré les avertissements de Fouché, en revendiquant ses origines populaires. Elle fustige celles qui « ramassent leurs couronnes dans le sang », les opposant aux autres qui se battent pour l'Empire, alors qu'elle a été vivandière et a fait les campagnes du Rhin et de Moselle. Napoléon, qui a vent de l'affaire, convoque la duchesse.

### Acte III
La duchesse parvient à persuader Napoléon de ne pas la forcer au divorce. Elle lui fait en effet le récit de sa carrière de vivandière pendant les campagnes européennes menées par l'empereur, son service sous les drapeaux, et séduit ainsi Napoléon qui lui fait même des avances, repoussées. Catherine rappelle par ailleurs à Napoléon son passé de jeune lieutenant, en lui rappelant une note de blanchisserie impayée, et un mot de lui expliquant son impossibilité de payer.
Entre-temps, Neipperg arrive au Palais pour dire adieu à son amante, qui n'est autre que l'impératrice Marie-Louise, avant de partir en exil. Il rencontre sur son passage Napoléon  qui décide de le faire exécuter. La duchesse et Fouché réfléchissent en vain à divers plans pour le sauver, tandis que Lefebvre est chargé de mener le peloton d'exécution. La duchesse est par ailleurs mise en difficulté par la révélation de son amitié avec Neipperg. Par courrier intercepté, Napoléon se convainc de l'innocence de Neipperg et le gracie. Savary est destitué de son ministère qui revient à Fouché, l'impératrice est innocentée, et les Lefebvre retrouvent les bonnes grâces de l'Empereur.

## Distribution de la création
- Réjane : Catherine Hubscher, dite « Madame Sans-Gêne »
- Léon Lérand : Fouché, duc d'Otrante
- Edmond Duquesne : Napoléon Bonaparte
- Adolphe Candé : Joseph Lefebvre
- Georges Grand : le comte de Neipperg
- Madeleine Verneuil : Caroline, reine consort de Naples
- Camille-Gabrielle Drunzer : Élisa, princesse de Lucques
- Eugène Edmond Mangin : Constant
- Dorval : Roustan
- Félix Galipaux : Despréaux
- Robert Lagrange : Savary, duc de Rovigo
- Schutz : Leroy
- Louis Gauthier : Saint-Marsan
- Léon Bernard : Raynouard
- Pierre Achard : Canouville
- Anthony Gildès : Jasmin
- Chautard : Lauriston
- Andreys : Junot
- Lauras : Mortemart
- J. Prévost  : De Brigode
- Darmand : Duroc, le valet de Catherine
- Mallarmé : Cop
- Grisez : Vinaigre
- Franck : Corso
- Renaudie : Rissout
- Pellerin : Arnault
- Charles : Jolicœur
- Peutat : Vabontrain
- Rambert : Fontanes
- Chautard : un coiffeur
- Louis Leubas : un valet
- Moisson  : un voisin
- Donnet  : un apothicaire
- Blanche Marcel : Julie
- Lucienne Bréval : Toinon
- Murcy : La Roussotte
- Darmières : Mme de Talhouet
- Louise Suger : Mme de Canisy
- Marie Cabel : Mme de Brignolles
- Jeanne Thomsen : Mme de Bulow
- Cécile Sorel : Mme de Rovigo
- Suzanne Avril : Mme de Vintimille
- Camix : Mme de Bassano
- Nina Melcy : Mme de Mortemart
- Capri : Mme de Bellune
- Grandval : Mme d'Aldobrandini
- Netza : une voisine
- Cochet : une femme de chambre

## Principales reprises
Théâtre de l'Odéon, 1931
Avec :
- Lily Mounet : Madame Sans-Gêne
- José Squinquel : Fouché
- Paul Oettly : Napoléon
- Louis Seigner : Lefebvre
- Raymond Girard : Neipperg
- Madeleine Foujane : Caroline
- Eva Reynal : Élisa
- André Couvreur : Constant

Comédie-Française, 1938
Avec :
- Béatrice Bretty : Madame Sans-Gêne
- Aimé Clariond : Fouché
- André Bacqué : Napoléon
- André Brunot : Lefebvre
- Jean Debucourt : Neipperg

Comédie-Française, 1951
- Mise en scène : Georges Chamarat

Avec :
- Béatrice Bretty / Lise Delamare : Madame Sans-Gêne
- Denis d'Inès / Georges Chamarat : Fouché
- Henri Rollan : Napoléon
- Jean Davy / Louis Eymond : Lefebvre
- Paul-Émile Deiber : Neipperg

Théâtre Sarah-Bernhardt, 1957
- Mise en scène : Pierre Dux
- Décors et costumes : Georges Wakhévitch

Avec :
- Madeleine Renaud : Madame Sans-Gêne
- Jean-Louis Barrault : Fouché
- Jean Desailly : Napoléon
- William Sabatier : Lefebvre
- Gabriel Cattand : Neipperg

Théâtre de Paris, 1973
- Mise en scène : Michel Roux
- Décors : Roger Harth
- Costumes : Michel Fresnay, Bertrand
- Son : Fred Kiriloff

Avec :
- Jacqueline Maillan : Madame Sans-Gêne
- Alain Mottet : Fouché
- Pierre Trabaud : Napoléon
- William Sabatier :  Lefebvre
- Gérard Barray : Neipperg
- Corinne Lahaye : Caroline
- Liliane Patrick : Élisa
- Jean-Paul Coquelin : Constant
- Jean-Jacques Steen : Roustan
- Jean-Pierre Delage : Despréaux
- Alain Souchère : Savary
- Jacques Ardouin : Leroy / Saint-Marsan
- Claude Rio : Canouville
- Marcel Charvey : Jasmin
- Claude Sandoz : Junot
- Robert Le Béal : de Brigode
- Jean-Paul Coquelin : Duroc
- Claude d'Yd : Cop / Jolicœur
- Claude Leblond : Vinaigre / Corso
- Isabelle Gautier : Mathurin
- Jean Degrave : Vabontrain / Fontanes
- Annie Jouzier : Julie / Mme de Talhouet
- Christine Parat-Roblin : Toinon / Mme de Canisy
- Nathalie Dalyan :  La Roussotte / Mme de Brignolles
- Lucienne Legrand : Mme de Bulow
- Sylvie Maray : Mme  de Rovigo
- Catherine Alcover : Mme  de Vintimille
- Marie-Odile Monchicourt : Mme  de Bassano
- Jane Frenkel : Mme de Mortemart
- Claude Godard
- Aimé-Jean
- Roger Muni
- Pierre Gatineau
- Bernard Poussin
- Peter Sanderson

Jean-Jacques Steen : le mamelouk Roustan
Ce spectacle a été repris le 11 mai 1974 au théâtre Marigny dans le cadre de l'enregistrement de l'émission télévisée Au théâtre ce soir (diffusion le 24 décembre 1974).
Même distribution que ci-dessus sauf :
- Roger Muni : Napoléon
- Jacques Ardouin : Savary
- Claude Sandoz : Leroy
- Claude d'Yd : Saint-Marsan
- Alain Souchère : Canouville
- Edward Sanderson : Jasmin
- Claude Rio : Junot
- Jean Degrave : Raynouard
- Robert Le Béal : Lauriston
- Marcel Charvey : Duroc
- Aimé-Jean : Cop
- Bernard Poussin : Vinaigre / Corso
- Bernard Durand : Rissout / Arnault
- Claude Leblond : Jolicoeur / Mathurin
- Pierre Gatineau : Vabontrain / Fontanes
- Christine Parat-Roblin : Julie / Mme de Canisy
- Marie-Odile Monchicourt : Toinon / Mme de Bassano
- Sylvie Maray : La Roussotte / Madame de Rovigo
- Lucienne Legrand : Mme de Talhouet
- Nathalie Dalyan : Mme de Brignolles
- Annie Jouzier : Mme de Bulow
- Catherine Alcover : Mme de Vintimille
- Béatrice Delfe : Mme de Mortemart
- Camille Castets : Mme d'Aldobrandini

Théâtre Antoine, 2000
- Adaptation : Pierre Laville
- Mise en scène : Alain Sachs
- Scénographie : Guy-Claude François
- Costumes : Emmanuel Peduzzi
- Lumières : Philippe Quillet
- Musique originale : Patrice Peyriéras

Avec :
- Clémentine Célarié : Madame Sans-Gêne
- Michel Vuillermoz : Fouché
- Philippe Uchan : Napoléon
- Frédéric van den Driessche : Lefebvre
- Manuel Durand : Neipperg

Théâtre royal des Galeries
- La pièce a été à plusieurs reprises au répertoire du Théâtre royal des Galeries, à Bruxelles, dont :
- Une version des années 60, mise en scène par Jacques Joël qui a fait l'objet d'un enregistrement télévisé RTBF pat Michel Rochat, sorti en DVD RTBF en 2009, avec :
  - Christiane Lenain : Madame Sans-Gêne
  - Gilbert Charles : Fouché
  - Jaques Lippe : Lefebvre
  - Pierre Gilmar : Napoléon
- Une version de 2004, mise en scène par Bernard Lefrancq, avec :
  - Perrine Delers : Madame Sans-Gêne
  - Marc De Roy : Fouché
  - Bernard Lefrancq : Lefebvre

Théâtre Antoine, 2011
- Mise en scène : Alain Sachs

Avec :
- Clémentine Célarié : Madame Sans-Gêne
- Dominique Pinon : Fouché
- Philippe Uchan : Napoléon
- Pierre Cassignard : Lefebvre
- Jean-Pierre Michaël : Neipperg
- Laurence Colussi : Marinette / Caroline Bonaparte
- Tatiana Gousseff :
- Philippe Beglia : le professeur de maintien

Sources : Les Archives du spectacle

## Adaptations

### Roman
- Edmond Lepelletier, Madame Sans-Gêne, d'après la pièce de MM. Victorien Sardou et Émile Moreau, La Librairie illustrée, Paris, 1894 (disponible sur Gallica)

### Opéra
- 1915 : Madame Sans-Gêne d'Umberto Giordano, livret de Renato Simoni d'après Sardou et Moreau, créé le 25 janvier 1915 au Metropolitan Opera de New York.

### Cinéma
- 1900 : Madame Sans-Gêne de Clément Maurice
- 1909 : Madame Sans-Gêne de Viggo Larsen
- 1911 : Madame Sans-Gêne d'André Calmettes et Henri Desfontaines
- 1925 : Madame Sans-Gêne de Léonce Perret, avec Gloria Swanson
- 1941 : Madame Sans-Gêne de Roger Richebé, avec Arletty et Aimé Clariond
- 1945 : Madame Sans-Gêne de Luis César Amadori
- 1962 : Madame Sans-Gêne de Christian-Jaque, avec Sophia Loren et Robert Hossein

### Télévision
- 1960 : Madame Sans-Gêne, téléfilm de John Olden
- 1963 : Madame Sans-Gêne, téléfilm de Claude Barma
- 2002 : Madame Sans-Gêne, téléfilm de Philippe de Broca